# Eunidia bituberata
Eunidia bituberata är en skalbaggsart som beskrevs av Stefan von Breuning 1939. Eunidia bituberata ingår i släktet Eunidia och familjen långhorningar.
Artens utbredningsområde är Moçambique. Inga underarter finns listade i Catalogue of Life.